# Racine cubique
 (mars 2008).
Si vous disposez d'ouvrages ou d'articles de référence ou si vous connaissez des sites web de qualité traitant du thème abordé ici, merci de compléter l'article en donnant les références utiles à sa vérifiabilité et en les liant à la section « Notes et références ».

Courbe représentative de la fonction racine cubique sur R.

En mathématiques, la racine cubique d'un nombre réel {\displaystyle y} est l'unique nombre réel {\displaystyle x} dont le cube (c'est-à-dire la puissance 3e) vaut {\displaystyle y} ; en d'autres termes, {\displaystyle y=x^{3}=x\times x\times x}. La racine cubique de {\displaystyle y} est notée {\displaystyle {\sqrt[{3}]{y}}}.
On peut également parler des racines cubiques d'un nombre complexe.

## Définition
De façon générale, on appelle racine cubique d'un nombre (réel ou complexe) {\displaystyle y} tout nombre {\displaystyle x} solution de l'équation :
{\displaystyle x^{3}=y.}
Si {\displaystyle y} est réel, cette équation a dans R une unique solution, qu'on appelle la racine cubique du réel {\displaystyle y} : {\displaystyle x={\sqrt[{3}]{y}}}.
Dans C, cette équation a trois solutions distinctes, qui sont les racines cubiques du complexe {\displaystyle y}. Lorsque ce complexe {\displaystyle y} est un réel, ces trois solutions sont : {\displaystyle {\sqrt[{3}]{y}}}, {\displaystyle {\rm {j}}{\sqrt[{3}]{y}}} et {\displaystyle {\overline {\rm {j}}}{\sqrt[{3}]{y}}}, où {\displaystyle {\sqrt[{3}]{y}}} est la racine cubique réelle de {\displaystyle y} et 1, j et j sont les trois racines cubiques de l'unité dans C.

## Racine cubique d'un nombre réel

### Exemples
La racine cubique de 8 est 2 car 2×2×2 = 8. La racine cubique tient son nom du cube : la racine cubique est la longueur de l'arête d'un cube dont est donné le volume. On a un volume de 8 et une arête de 2 ; on écrit :
{\displaystyle {\sqrt[{3}]{8}}=2}.
La racine cubique de –27 est –3 car (–3)×(–3)×(–3) = –27
{\displaystyle {\sqrt[{3}]{-27}}=-3}.

### Fonction racine cubique
Sur R, la fonction racine cubique, notée {\displaystyle {\sqrt[{3}]{~}}}, est celle qui associe à un nombre réel son unique racine cubique réelle.
Sur l'ensemble des réels strictement positifs, la fonction racine cubique est égale à la fonction puissance un tiers :
{\displaystyle \forall y\in \mathbb {R} _{+}^{*}\quad {\sqrt[{3}]{y}}=y^{1 \over 3}}.

### Propriétés
- La racine cubique est associative avec les exposants, distributive avec la multiplication et la division, mais pas avec l'addition et/ou la soustraction.
- D'après le théorème de Wantzel, la racine cubique d'un nombre rationnel n'est pas constructible à la règle et au compas, sauf bien sûr si elle est rationnelle. C'est pourquoi le problème de la duplication du cube n'a pas de solution[2].

## Racines cubiques d'un nombre complexe
Tout nombre complexe non nul admet trois racines cubiques complexes distinctes, de somme nulle. Si Z est l'une d'elles, les deux autres sont jZ et j2Z, où
{\displaystyle 1,\quad {\rm {j}}={\frac {-1+{\rm {i}}{\sqrt {3}}}{2}}={\rm {e}}^{{\rm {i}}{\frac {2\pi }{3}}}\quad {\rm {et}}\quad {\rm {j}}^{2}={\overline {\rm {j}}}={\frac {-1-{\rm {i}}{\sqrt {3}}}{2}}={\rm {e}}^{-{\rm {i}}{\frac {2\pi }{3}}}}
sont les trois racines cubiques de l'unité.

## Symbole Unicode
U+221B ∛ racine cubique (HTML : &#8731;)

## Note
1. ↑  Comme toute fonction puissance définie en tant que fonction réelle, la fonction puissance 1/3 n'est définie que sur R+* : pour tout réel y > 0, y1/3 est l'exponentielle de base y du réel 1/3.